# (35640) 1998 KN51
1998 KN51 (asteroide 35640) é um asteroide da cintura principal. Possui uma excentricidade de 0.12561520 e uma inclinação de 11.55492º.
Este asteroide foi descoberto no dia 23 de maio de 1998 por LINEAR em Socorro.